# Bjornkurtenia
Bjornkurtenia – wymarły rodzaj prymitywnych gryzoni z podrodziny karczowników, które zamieszkiwały Europę w dolnym pliocenie. Typowym gatunkiem jest B. canterranensis, który w 1892 roku został opisany przez francuskiego paleontologa Charlesa Depéreta jako Trilophomys canterranensis. Opublikowane w 1992 roku badania polskiego zoologa i paleontologa Kazimierza Kowalskiego wykazały, że gatunek ten wykazywał szereg różnic morfologicznych w stosunku do przedstawicieli rodzaju Trilophomys i w konsekwencji został wydzielony do nowego rodzaju Bjornkurtenia. Nazwa rodzajowa jest eponimem mającym na celu upamiętnienie fińskiego paleontologa Björna Kurténa.